# Idaea rubrisuffusa
Idaea rubrisuffusa är en fjärilsart som beskrevs av W. Warren 1901. Idaea rubrisuffusa ingår i släktet Idaea och familjen mätare. Inga underarter finns listade i Catalogue of Life.